# Koszmar senny
Koszmar senny (potocznie koszmar, dawniej koszemar; z fr. cauchemar „mara łóżkowa”) – długotrwałe, wywołujące przerażenie marzenie senne, występujące w fazie snu REM, którego treść przedstawia wydarzenia zagrażające życiu, bezpieczeństwu czy własnej integralności; ich wystąpienie przerywa sen. Koszmarom sennym towarzyszą negatywne emocje, takie jak: przerażenie, gniew, lęk i złość. W istotny sposób pogarszają jakość snu, mogą powodować bezsenność, wywoływać negatywne konsekwencje zdrowia fizycznego i psychicznego, problemy z koncentracją w ciągu dnia, poczucie zagrożenia lub chronicznego zmęczenia. Występują u około 10–15% dzieci w wieku 3–5 lat oraz okazyjnie u około 50% dorosłych.

## Koszmary senne u dzieci
Koszmary senne pojawiają się u dzieci, które ukończyły 3. rok życia, 75% osób pamięta je w wieku dorosłym. Mogą być reakcją na urazy psychiczne lub niepokój, które doświadcza dziecko w środowisku rodzinnym. Początek zaburzeń pojawia się u dzieci między 3. a 6. rokiem życia, szczyt zapadalności notuje się między 7. a 9. rokiem życia. 
Koszmary senne i inne zaburzenia snu u dzieci mogą wiązać się z następującymi sytuacjami rodzinnymi: 
- zmiana struktury rodziny (rozwód, separacja, śmierć, odejście jednego z opiekunów);
- zmiana miejsca zamieszkania;
- inne, nietypowe sytuacje, które spowodowały wystąpienie u dziecka lęku separacyjnego (w tym wypadku koszmary senne dotyczą rozłąki).

## Koszmary senne u dorosłych
1% osób dorosłych doświadcza koszmarów sennych minimum raz w tygodniu, w niektórych przypadkach zaburzenie to w znaczący sposób utrudnia codzienne funkcjonowanie. Jego występowanie jest ściśle związane z wystąpieniem zespołu stresu pourazowego i stanowi jedno z kryteriów rozpoznawania PTSD u pacjentów. 68% pacjentów cierpiących na nawracające koszmary senne doświadczyło silnej traumy.  

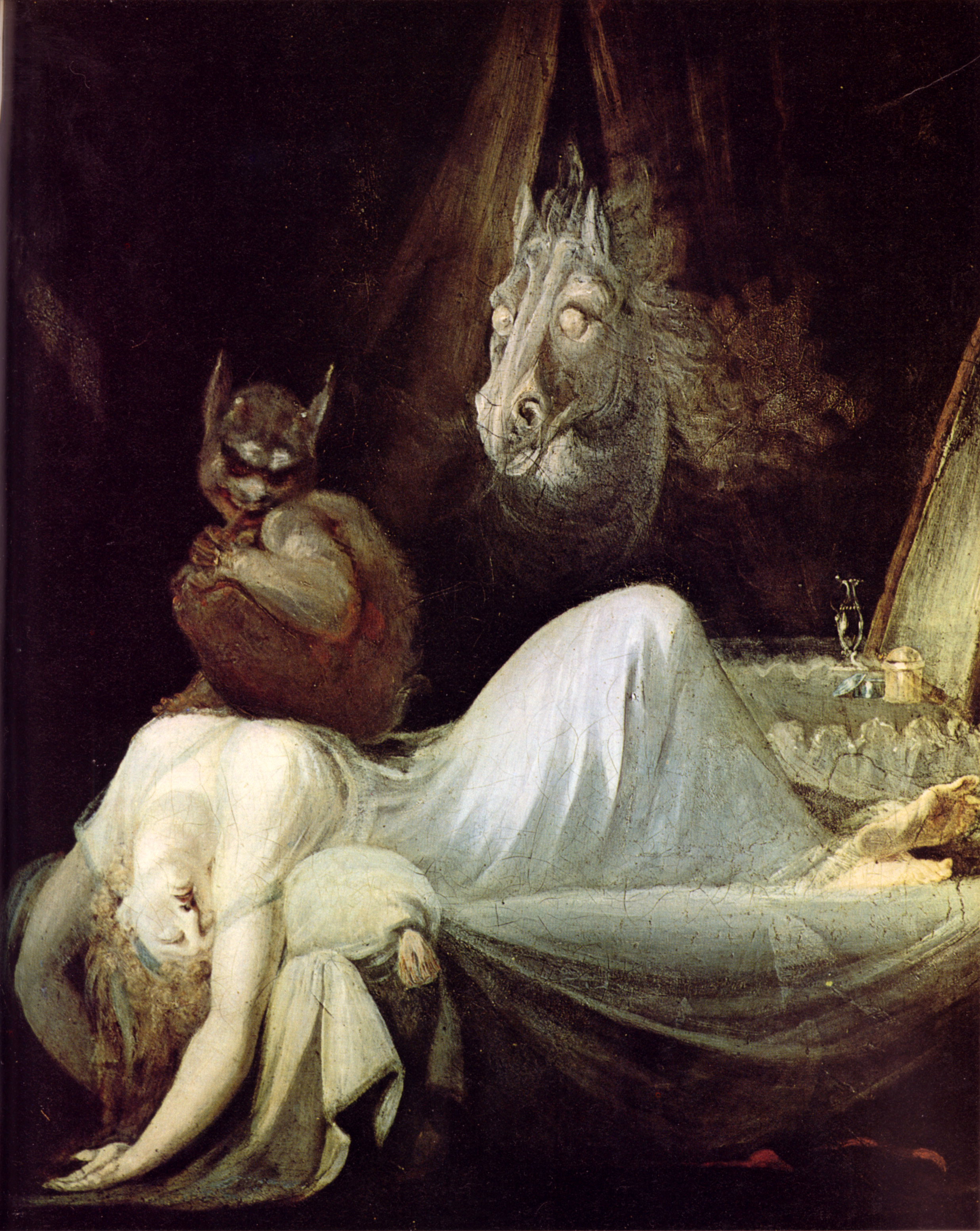
Koszmar, Johann Heinrich Füssli

Koszmary senne diagnozowane są często:
- u ofiar przemocy w rodzinie[10], nawet jeśli od traumatycznych wydarzeń upłynęło wiele lat[11];
- u osób, które padły ofiarą gwałtu[12];
- u weteranów wojennych (do 87% weteranów miało koszmary senne, związane z wydarzeniami, w których uczestniczyli)[4];
- u ofiar wypadków komunikacyjnych[13];
- u osób molestowanych seksualnie w dzieciństwie (40% osób leczonych na kliniczne przypadki koszmarów sennych doświadczyło molestowania)[9].

## Diagnoza i leczenie
Sporadycznie występujące koszmary senne nie wymagają leczenia. Incydentalnie pojawiają się u większości dzieci i ponad połowy osób dorosłych. Nawracające koszmary senne w Międzynarodowej Statystycznej Klasyfikacji Chorób i Problemów Zdrowotnych ICD-10 kwalifikuje się do zaburzeń snu z grupy parasomnii. Diagnoza zaburzenia uwzględnia częstotliwość występowania koszmarów oraz ich wpływ na codzienne funkcjonowanie i zdrowie pacjenta. 
Do negatywnych skutków nawracających koszmarów sennych należą:
- bezsenność;
- strach przed zaśnięciem;
- chroniczne zmęczenie, wynikające z obniżenia jakości snu;
- kłopoty z koncentracją w ciągu dnia;
- gorsze funkcjonowanie w pracy u osób dorosłych i obniżenie ocen u dzieci w wieku szkolnym;
- zaburzenie prawidłowego funkcjonowania funkcji poznawczych;
- napady paniki.

Leczenie koszmarów sennych u dzieci w większości przypadków nie wymaga zastosowania farmakoterapii, stosuje się interwencje behawioralne oraz edukację dotyczącą fizjologii snu. U osób dorosłych stosuje się psychoterapię poznawczo-behawioralną. W niektórych przypadkach (korelacja z depresją, znaczące utrudnienie funkcjonowania przez brak możliwości snu i wypoczynku) chorym podaje się leki hamujące wystąpienie fazy snu REM, połączone z zastosowaniem psychoterapii. 